# Un Nuevo Tiempo
Un Nuevo Tiempo (UNT, deutsch Eine neue Epoche) ist eine sozialdemokratisch ausgerichtete Partei in Venezuela.
Sie wurde 1999 von Manuel Rosales gegründet, der von 2000 bis 2008 Gouverneur von Zulia war und 2006 als gemeinsamer Kandidat der Oppositionsparteien gegen Hugo Chávez zu den Präsidentschaftswahlen antrat. Die Partei ist Bestandteil des 2008 gegründeten Oppositionsbündnis Mesa de la Unidad Democrática (MUD).
Bei der Parlamentswahl 2015 zogen auf den Listen der MUD 18 Kandidaten von UNT in die Nationalversammlung ein. Hinter Primero Justicia und Acción Democrática ist Un Nuevo Tiempo damit drittgrößter Bestandteil des Oppositionsblocks, der nun die parlamentarische Mehrheit stellt. Der UNT-Politiker Stalin González ist seit Januar 2017 Mehrheitsführer in der Nationalversammlung.
Seit 2013 ist die Partei assoziiertes Mitglied der Sozialistischen Internationale.